# Hypatopa cyane
Hypatopa cyane  (лат.) — вид мелких молевидных бабочек рода Hypatopa из семейства сумрачные моли (Blastobasidae, Gelechioidea). Эндемик Коста-Рики (Центральная Америка). Длина передних крыльев 4,1—5,1 мм. Усики серовато-коричневые, а хоботок и ноги буроватые. Окраска задних крыльев палево-коричневая, а передних крыльев полностью коричневатая. Обладает сходством с видами Hypatopa dolo и Hypatopa plebis, отличаясь от них деталями строения гениталий. Вид был впервые описан в 2013 году американским лепидоптерологом Дэвидом Адамски (David Adamski) из отделения энтомологии Национального музея естественной истории, Смитсоновский институт, Вашингтон. Название происходит от имени Cyane (Киана —одна из нимф древнегреческой мифологии).